# Zoologische Staatssammlung München

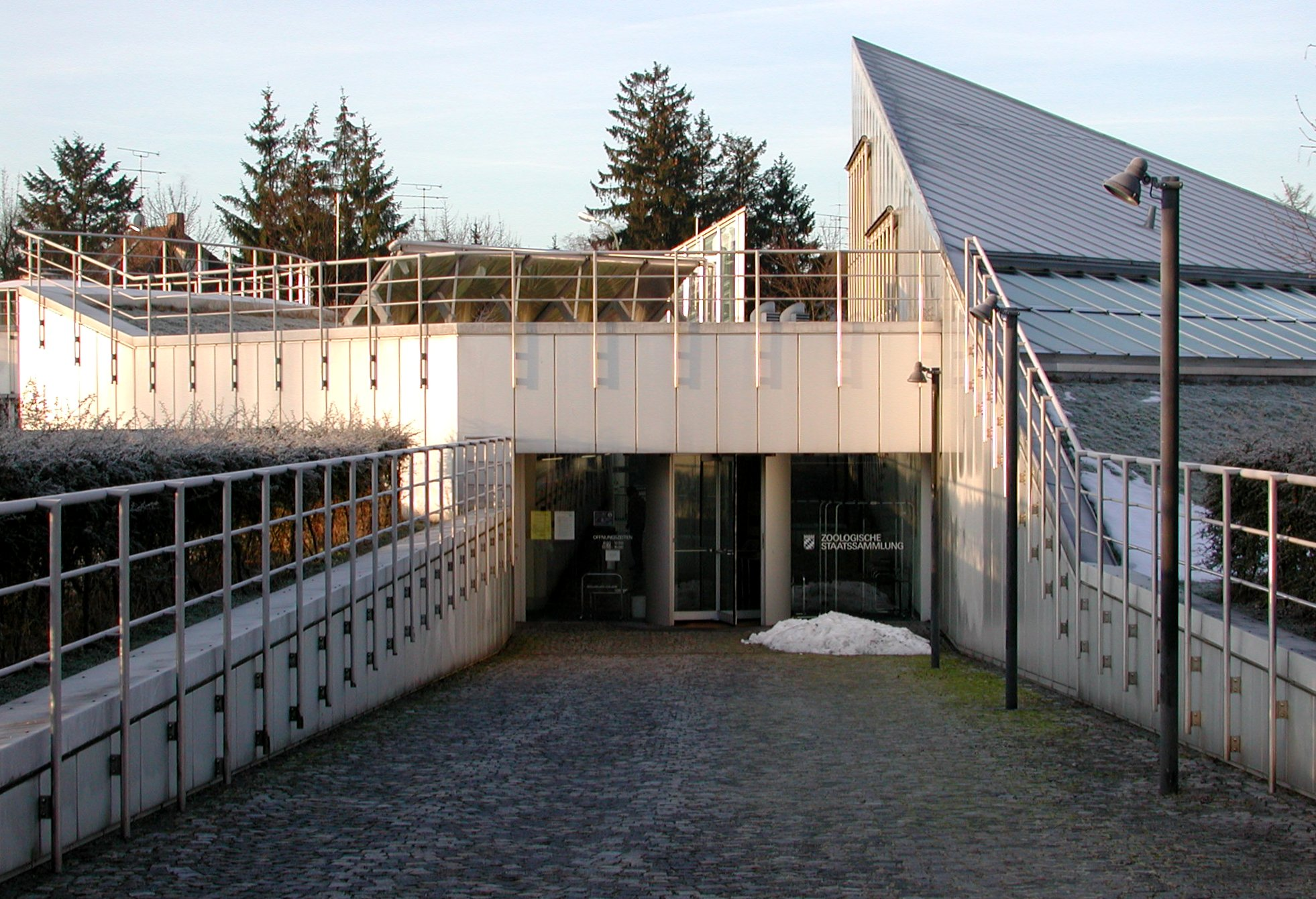
Vue du muséum

La Zoologische Staatssammlung München, (en français, Collection zoologique d'État de Munich), est l'un des muséums zoologiques les plus importants du monde puisqu'il comprend plus de vingt millions de spécimens. C'est aussi l'institut de recherche systématique et faunistique le plus important d'Allemagne. Son histoire remonte à 1807. Il fait partie des Staatliche Naturwissenschaftliche Sammlungen Bayerns (collections d'histoire naturelle d'État de Bavière).
Elle est dirigée depuis 2006 par le professeur Gerhard Haszprunar.

## Histoire
C'est en 1807 que le roi Maximilien Ier de Bavière décide de la fondation du musée au moment de la réforme de l'Académie royale des sciences de Bavière. Le bâtiment conçu pour abriter la collection zoologique et anthropologique de l'Académie est construit en 1811. Johann Baptist von Spix en est le premier conservateur.
Le muséum est divisé en plusieurs sections: les collections entomologiques, celles des invertébrés et celles des vertébrés. Il possède la collection de papillons la plus importante du monde avec près de sept millions d'exemplaires. Parmi les collections historiques, on remarque celles issues de l'expédition du Brésil de 1817-1820 de Spix, celles du duc de Leuchtenberg en 1858, etc. Du Brésil, Spix et le botaniste Martius rapportent en Bavière plus de 6 500 plantes, 2 700 insectes, 85 mammifères, 350 oiseaux, 150 amphibiens et 116 poissons qui sont donc à la base du muséum de Munich.
Le musée qui se trouvait dans l'ancienne académie a été détruit par les bombes anglo-américaines en 1943, mais ses collections étaient en sûreté dans différents lieux. Il s'est installé provisoirement après la guerre dans un ancien pavillon de chasse du parc de Nymphenburg et depuis 1985 se trouve dans des bâtiments modernes spécialement construits à cet effet.
De plus le muséum est disponible pour dispenser ses conseils à d'autres muséums d'histoire naturelle et prêter ses spécimens pour des expositions. La bibliothèque comprend 120 000 volumes consultables par le public et elle est abonnée à un millier de revues scientifiques. Le musée édite plusieurs revues scientifiques dont la plus connue est Spixiana.
Le musée collabore avec le muséum Witt.

## Distinctions
Le musée décerne des médailles à des scientifiques reconnus et soutient les travaux des zoologistes grâce aux Freunde der Zoologischen Staatssammlung e.V.
Le musée décerne la médaille Johann-Baptist-von-Spix depuis 1981, année du bicentenaire du naturaliste. Les jeunes chercheurs sont soutenus par le prix annuel R. J. H. Hintelmann Wissenschafts-Preis, fondé en l'an 2000, d'une dotation de cinq mille euros.

## Sociétés savantes
Plusieurs sociétés savantes sont associées aux travaux du muséum, parmi lesquelles :
- Biopat — Patenschaften für biologische Vielfalt e. V.
- Friedrich-Held Gesellschaft (FHG)
- Gesellschaft für Biologische Systematik (GfBS)
- Heterocera Sumatrana Society (HSS)
- Münchner Entomologische Gesellschaft (MEG)
- Ornithologische Gesellschaft in Bayern e.V. (OG)
- Thüringer Entomologenverband e.V. (TEV)
- La société zoologique Wallacea (ZSW)

## Source
- (ru) Cet article est partiellement ou en totalité issu de l’article de Wikipédia en russe intitulé « Зоологическая государственная коллекция Мюнхена » (voir la liste des auteurs).